# Půta z Holštejna a Zdounek

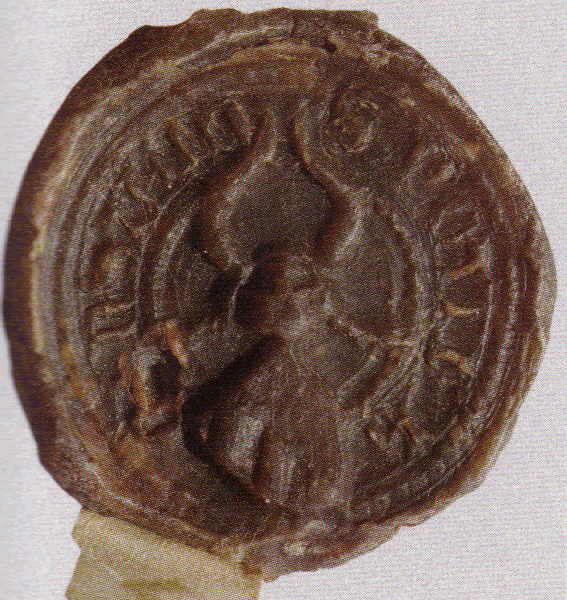
Pečeť Půty z Holštejna z roku 1376

Půta z Holštejna a Zdounek byl moravský pán z rodu pánů z Holštejna.
Jeho otec byl zakladatel rodu pánů z Holštejna Vok I. z Holštejna. Půta se poprvé připomíná 25. ledna 1358, kdy mu na hradě Špilberku udělil moravský markrabě Jan Jindřich některá práva a svobody. Markrabě v listině uvádí, že mu Půta vykonává již delší dobu věrnou službu. V této době vlastnil Půta se svým bratrem Pavlem tvrz Zdounky, které zdědili po otcovi. V roce 1368 směnil Půta s Janem Jindřichem vesnici Černovice za ves Uhřice. V této době se jeho bratr Pavel přestěhoval na hrad Týnec a Půta vzal ve spolek na Zdounky své bratry Štěpána a Ješka. Roku 1371 se obsáhlé listině uvádí majetek, který markrabě udělil Půtovi lénem. Jednalo se o hrad Náměšť na Hané a několik vsí roztříštěným po celé Moravě. Dále měl Půta jako markraběcí služebník držet hrad Špránek, další vsi, mlýny, dvory lesy a lány. Kromě toho mu markrabě udělil doživotní purkrabství na hradu Hluboký, ke kterému též dostal hospodářské zázemí. Půta tak vlastnil či ovládal tři hrady, jednu tvrz, jedno městečko a 20 vesnic či jejich částí.
Půta byl dvakrát ženatý, jeho první manželka Eliška se uvádí roku 1371, druhá manželka Anežka z Vartenberka roku 1376. Půta se i nadále pohyboval při dvoru moravského markraběte a patřil k jeho družině. Uváděl se jako významná osoba na důležitých listinách, a to i po smrti Jana Jindřicha. Nového markraběte Jošta na cestě do Karlových Varů za králem Karlem IV. doprovázel i Půta, který se stal jeho dvořanem. Půta se ve vyšší moravské společnosti pohyboval prakticky až do konce svého života. Jako živý se naposledy uvádí 8. ledna 1379 na zasedání zemského soudu v Olomouci. Dne 17. ledna téhož roku je již uveden jako nebožtík. Zanechal po sobě dceru Elišku, o jejíž dalších osudech není nic známo.